# Embelia adnata
Embelia adnata är en viveväxtart som beskrevs av Richard Henry Beddome och C. B. Cl. Embelia adnata ingår i släktet Embelia och familjen viveväxter. Inga underarter finns listade i Catalogue of Life.